# Грин, Джейми
Джейми Грин (род. 14 июня 1982 года, Лестер, Великобритания) — британский автогонщик.
Начала гоночную карьеру в возрасте 10 лет с победы в молодёжном британском чемпионате серийных машин. Своё гоночное мастерство он совершенствовал в различных картинговых чемпионатах, таких как Формула А, добиваясь высоких результатов.

## Младшие формулы
В 2001 г. он дебютирует и в гонках машин с открытыми колесами — Зимней серии британской Формулы Рено, добившись в первом сезоне финиша на 2-м месте в гонке. Следующий год Грин проводит в Фортек, и, одержав две победы, оканчивает сезон на 2 м месте в личном зачете. Также он провел одну гонку в Еврокубке Формулы Рено и выиграл гонку в Макао (Asian Formula Renault Challenge) в ноябре. В этом же году он получил престижный приз McLaren Autosport Award.
На следующий год Грин переходит в Британскую Ф3, с Карлин Моторспорт, выигрывает 4 гонки и оканчивает сезон на 2-й позиции в личном зачете. Также Джейми дебютирует в новосозданной Евросерии Ф3, проведя 3 этапа (6 гонок) с Team Kolles и один этап (2 гонки) с ASM Formule 3. Это оказалось достаточно, чтобы впечатлить руководство команды и следующий сезон он проводит в самой мощной команде, завоевав 6 поул-позиций, одержав 7 побед, и став чемпионом со 139 очками.

## ДТМ

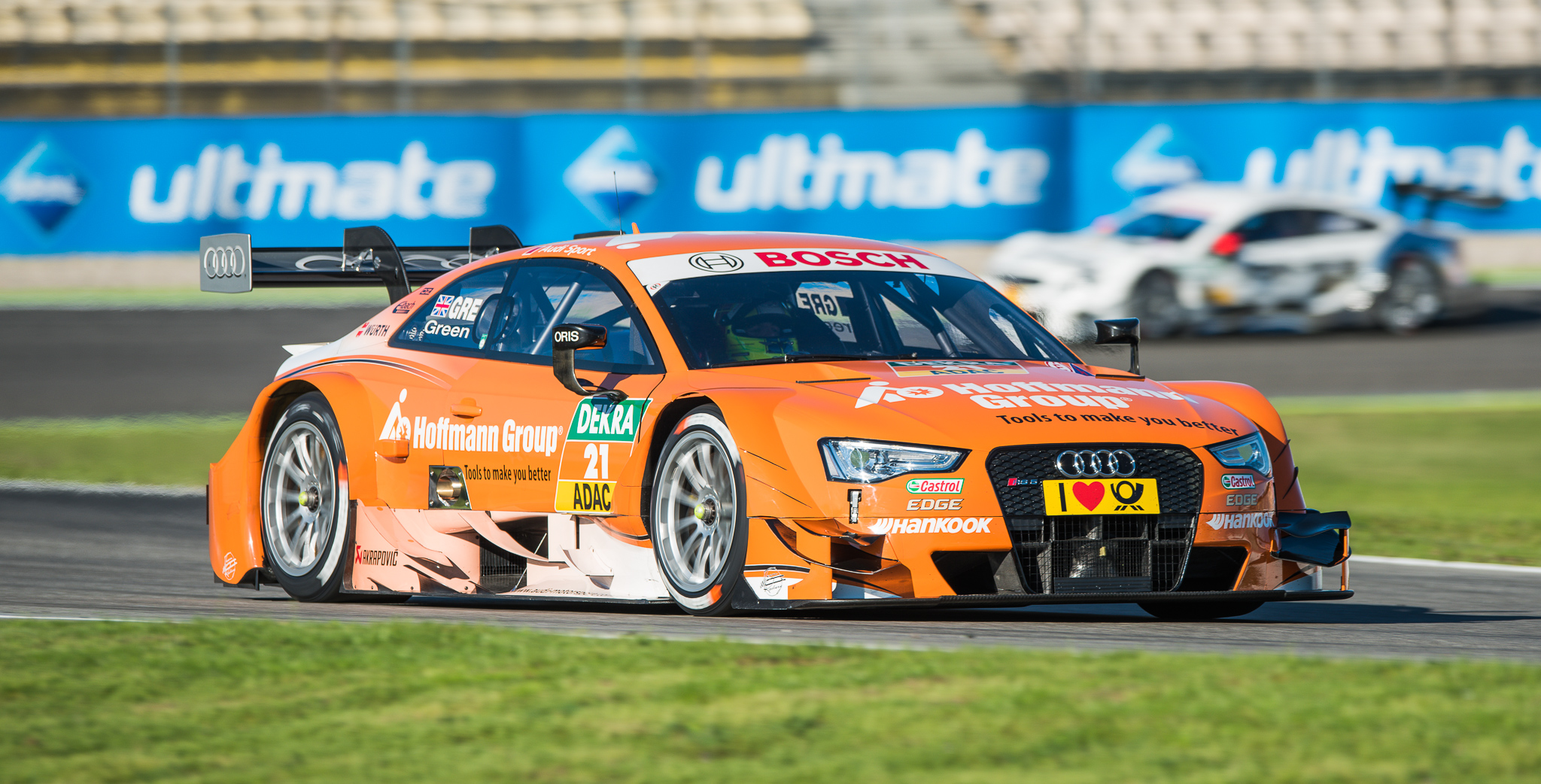
Jamie Green, Deutsche Tourenwagen Masters 2014 — Hockenheimring

Однако дальнейшая карьера Джейми в машинах с открытыми колесами не сложилась — он вынужден перейти в ДТМ, выступая за Persson Motorsport на новом Мерседесе, напару с Жаном Алези. Уже в первый год он завоевывает две поул-позиции и завершает сезон на 6-м месте в личном зачете, с 29 очками.
На следующий год он переходит в заводскую HWA, вместе с Бруно Спенглером, и увеличает число поулов на 4, но так и не добивается победы, завершая сезон 5 м, с 31 очком. Несмотря на отсутствие побед руководство команды продолжало в него верить и в 2007 г. Джейми наконец-то одерживает две победы, в двух последних гонках сезона, который он окончил ещё на 1 позицию выше — 4-м. В 2009 из-за перехода в основной Мерседес Ральфа Шумахера и Гэри Паффетта его перевели в Junge Stern Mercedes. В 2013 году перешёл из Мерседеса в Ауди, став напарником Маттиаса Экстрема в команде Abt Sportsline.
| Год  | Команда                 | Машина                      | 1         | 2         | 3       | 4       | 5         | 6        | 7         | 8         | 9         | 10      | 11     | Позиция | Очки |
| ---- | ----------------------- | --------------------------- | --------- | --------- | ------- | ------- | --------- | -------- | --------- | --------- | --------- | ------- | ------ | ------- | ---- |
| 2005 | Persson Motorsport      | AMG-Mercedes C-Klasse 2005  | ХОК1 6    | ЛАУ1 Сход | СПА 19† | БРН 5   | ОШР 3     | НОР Сход | НЮР 8     | ЗАН 7     | ЛАУ2 Сход | ИСТ 4   | ХОК2 2 | 6       | 29   |
| 2006 | HWA Team                | AMG-Mercedes C-Klasse 2006  | ХОК1 Сход | ЛАУ 4     | ОШР 3   | БРХ 2   | НОР Сход  | НЮР 9    | ЗАН 8     | КАТ Сход  | БУГ 6     | ХОК2 2  |        | 5       | 31   |
| 2007 | HWA Team                | AMG-Mercedes C-Klasse 2007  | ХОК1 6    | ОШР 11    | ЛАУ 6   | БРХ 6   | НОР 6     | МУД Сход | ЗАН 11    | НЮР 5     | КАТ 1     | ХОК2 1  |        | 4       | 34.5 |
| 2008 | HWA Team                | AMG-Mercedes C-Klasse 2008  | ХОК1 6    | ОШР 5     | МУД 1   | ЛАУ 5   | НОР 1     | ЗАН 6    | НЮР 3     | БРХ 4     | КАТ 8     | БУГ 10  | ХОК2 3 | 4       | 52   |
| 2009 | Persson Motorsport      | AMG-Mercedes C-Klasse 2008  | ХОК1 8    | ЛАУ 6     | НОР 1   | ЗАН 9   | ОШР 9     | НЮР 5    | БРХ 12    | КАТ 14    | ДИЖ 4     | ХОК2 5  |        | 7       | 27   |
| 2010 | Persson Motorsport      | AMG-Mercedes C-Klasse 2008  | ХОК1 3    | ВАЛ 9     | ЛАУ 3   | НОР 1   | НЮР 5     | ЗАН 10   | БРХ 10    | ОШР 7     | ХОК2 8    | АДР 12  | ШАН 6  | 6       | 32   |
| 2011 | HWA Team                | AMG-Mercedes C-Klasse 2009  | ХОК1 7    | ЗАН 4     | РБР 6   | ЛАУ 6   | НОР 2     | НЮР 6    | БРХ 8     | ОШР 11    | ВАЛ 10    | ХОК2 1  |        | 5       | 35   |
| 2012 | HWA Team                | AMG-Mercedes C-Klasse Coupé | ХОК1 2    | ЛАУ 4     | БРХ 8   | РБР 5   | НОР 1     | НЮР 4    | ЗАН 4     | ОШР 3     | ВАЛ 10    | ХОК2 4  |        | 3       | 121  |
| 2013 | Abt Sportsline          | Audi RS5 DTM                | ХОК1 14   | БРХ 15    | РБР 18  | ЛАУ 5   | НОР 19†   | MOC 6    | НЮР 9     | ОШР 3     | ЗАН 13    | ХОК2 12 |        | 11      | 35   |
| 2014 | Audi Sport Team Rosberg | Audi RS5 DTM                | ХОК1 Сход | ОШР 18†   | ХУН 7   | НОР 2   | МОС Сход  | РБР 8    | НЮР 15    | ЛАУ 17†   | ЗАН 14    | ХОК2 3  |        | 10      | 43   |
| 2015 | Audi Sport Team Rosberg | Audi RS5 DTM                | ХОК1-1 1  | ЛАУ1 1    | НОР1 7  | ЗАН1 19 | РБР1 Сход | МОС1 4   | ОШР1 Сход | НЮР1 Сход | ХОК2-1 2  |         |        | 2       | 150  |
| 2015 | Audi Sport Team Rosberg | Audi RS5 DTM                | ХОК1-2 13 | ЛАУ2 1    | НОР2 18 | ЗАН2 13 | РБР2 17   | МОС2 5   | ОШР2 8    | НЮР2 17   | ХОК2-2 1  |         |        | 2       | 150  |

* Сезон продолжается.
† — не финишировал, но был классифицирован, так как проехал более 75 % всей дистанции гонки.